# Góra Waszyngtona
Góra Waszyngtona (ang. Mount Washington) – najwyższy szczyt w Górach Białych, części Appalachów. Leży na terytorium USA, w stanie New Hampshire. Góra Waszyngtona jest zbudowanym ze skał krystalicznych twardzielcem, wznoszącym się ponad otaczające go niższe grzbiety i płaskowyże.
Pierwszego wejścia na szczyt dokonał angielski imigrant Darby Field w czerwcu 1642 roku.